# يحيى أبو زكريا
يحيى أبو زكريا صحفي وباحث وكاتب جزائري (23 سبتمبر / أيلول 1964) ولد في منطقة باب الوادي بالجزائر العاصمة، يجيد اللغة العربية والسويدية والفرنسية والإنجليزية والإسبانية والفارسية، عمل في مجال الإعلام المكتوب والمسموع والمرئي لأكثر من عشرين سنة؛ حيث أخرج عشرات البرامج السياسية لإذاعات وتلفزيونات وفضائيات عربية، كما أشرف على تأسيس العديد من الصحف اليومية والمجلات في الجزائر والوطن العربي، يحمل الجنسية الجزائرية والسويدية، متزوّج من السيدة اللبنانية ليلى غصن وله خمسة أولاد كلهم متجنسون بالجنسية السويدية.
كتب في عشرات الصحف الجزائرية واللبنانية والعربية والغربية وله عشرات المؤلفات والدراسات السياسية وفي النصوص المسرحية وفي الأدب وفي الفكر، كما أنه معلق على كثير من الأحداث العربية في إذاعة ستوكهولم – القسم العربي – في السويد، له العديد من المؤلفات أهمها الجزائر حرة.

## التعليم
أبو زكريا حاصل على إجازة في العلوم السياسية وإجازة في الإعلام، كانت أطروحته للدكتوراة بعنوان الجزائر من بن بلة إلى بوتفليقة من الجامعة السويدية (Uppsala) كما أنه حاصل شهادة عليا في علم المجتمع من السويد وشهادة عليا في اللغة السويدية وشهادة عن الدراسات الإسلامية في جامعة أوبسالا، السويد.

## العمل
يُعتبر أبو زكراي باحث مشارك في برنامج الإستشراق (Orientalism) في جامعة أوبسالا في السويد، وهو عضو اتحاد الكتاب في السويد وعضو جمعية المراسلين الصحفيين في السويد والتي مقرها في وزارة الخارجية السويدية وعضو نادي القلم الدولي فرع ستوكهولم، ترأس النادي الثقافي العربي في السويد وأحد مؤسسيه ورئيس جمعية حوار الثقافات في السويد. 

### كاتباً
كتب أبو زكريا في جريدة الشعب الجزائرية وهو مؤسس جريدة البلاغ الجزائرية مع أربع صحفيين جزائريين، عمل في جريدة النبأ والمنقذ الجزائرية، كما عمل مستشاراً إعلامياً وسياسياً لجريدة أنوار الحق الجزائرية.
كتب في مجلة شؤون الأوسط الإستراتيجية التي تصدر في بيروت، وعمل معلقاً سياسياً في جريدة اللواء البيروتية بين 1992 إلى 1997 وعمل سكرتير تحرير مجلة الوثيقة الإسلامية الإستراتيجية في بيروت أيضاً وعمل في جريدة السفير - بيروت - والديار -بيروت - نداء الوطن – بيروت - كما كتب في جريدة الحياة – لندن - ويكتب بانتظام في جريدة القدس العربي – لندن -.
كتب في جريدة أخبار الأسبوع الناطقة باللغة العربية والتي تصدر في أمريكا، كتب في جريدة المحرر الالكترونية التي تصدر في أستراليا، كتب في مجلة أفق الثقافية السعودية، كتب في جريدة الجريدة الإلكترونية في الإمارات العربية المتحدة، كتب في مجلة الإنتقاد اللبنانية، كتب في جريدة العصر الإلكترونية، يكتب في مجلة البيان الإسلاميّة الصادرة في السعوديّة، كتب في مجلة دراسات كردستانيّة التي تصدر في السويد – أوبسالا، كتب في مجلة الفرسان التي تصدر في مدينة دبي، كاتب في مجلة السياسي الكويتية، كاتب في موقع الشهاب - الجزائر، كاتب في موقع ناشري الكويتي، كاتب في مجلة المستقبل العربي التي تصدر عن مركز دراسات الوحدة العربية في لبنان، كتب في مجلة الجسر السويدية وجريدة (sesam) السويدية.

### مراسلاً
كما عمل كمراسل لـ جريدة الوطن القطرية من ستوكهولم وكاتب بانتظام في صفحة القضايا والرأي، ومراسل مجلة المجتمع الكويتية من العاصمة السويدية ستوكهولم أيضاً، ومراسل شبكة إسلام أون لاين نت الإلكترونية في قطر ومصر، وعمل مراسلاً لجريدة الإتجاه الآخر التي تصدر في سوريا وهولندا، كاتب ومراسل لجريدة النور الجديد – قسنطينة – الجزائر، مراسل الإذاعة القطرية من السويد.

### إعلامياً
أخرج أبو زكريا عشرات البرامج الإذاعية والتلفزيونية في الجزائر ولبنان.
كما شارك في برنامج الإتجاه المعاكس في قناة الجزيرة من قطر في خمس حلقات الأولى بعنوان قانون الوئام المدني في الجزائر مع رئيس الحكومة الجزائريّة الأسبق رضا مالك سنة 1999، والثانية بعنوان التغلغل الإسرائيلي في المغرب العربي مع أبي بكر ولد عثمان رئيس جمعية التطبيع مع إسرائيل في موريتانيا سنة 2001 والحلقة الثالثة عن الجيوش العربيّة مع الوزير اللبناني السابق ميشيل إدة 2002 والحلقة الرابعة عن السياحة العربيّة البينيّة مع الأمين العام للسياحة والفنادق العربيّة خالد سليمان عام 2002 والخامسة عن الحكام العرب مع عباس المساوى في نيسان 2010.
شارك في برنامج إتجاهات مع وزير التربية الجزائري الأسبق علي بن محمّد على قناة المستقلة التي تبث من لندن وكان يدير البرنامج الصحفي الجزائري محمّد مصدق يوسفي وكان الموضوع حول المنظومة التربوية في الجزائر.
ساهم بالعديد من الأراء السياسية على شبكة البي بي سي البريطانية عبر الإنترنت، وعلى قناة المنار الفضائية من لبنان وقناة المستقلة الفضائية – لندن - وقناة الجزيرة الفضائية – قطر وقناة الأوربيت في حصة بدون رقيب مع علي حرب من لبنان والسيد محمود القمني من مصر، والفضائية الليبية في برنامج الإتجاه الصحيح عن الإتحاد الإفريقي. كما شارك في الآونة الأخيرة على شاشة الفضائية الإخبارية السورية.

## مؤلفاته
| - 4 أيام ساخنة في الجزائر – القصّة الكاملة لمحاكمة قادة الجبهة الإسلامية للإنقاذ سنة 1992. - من قتل محمد بوضياف؟ - الجزائر من الثورة إلى الحركة الإسلامية المسلحة. - الجزائر من أحمد بن بلة وإلى عبد العزيز بوتفليقة. - بربر الجزائر ماضياً وحاضراً. - موريتانيا بين مشروع القبيلة ومنطق الدمقرطة. - أُفول الطغاة. | - تونس من الثعالبي وإلى الغنوشي. - نهضة العالم الإسلامي. - اليهود وفن الراي في الجزائر. - أنا أكتب إذن أنا مقتول. - الكتابة في زمن الخنجر. - نحن والغرب. |

## اقرأ أيضاً
- أسامة فوزي
- عبد الباري عطوان
- رياض الصيداوي